# Cyclea debiliflora
Cyclea debiliflora är en tvåhjärtbladig växtart som beskrevs av John Miers. Cyclea debiliflora ingår i släktet Cyclea och familjen Menispermaceae. Inga underarter finns listade i Catalogue of Life.